# Colombia ai Giochi della XIX Olimpiade
La Colombia partecipò ai Giochi della XIX Olimpiade che si sono svolti a Città del Messico dal 12 al 27 ottobre 1968, con una delegazione di 43 atleti impegnati in cinque discipline: atletica leggera, calcio, ciclismo, nuoto e tuffi. Portabandiera fu il nuotatore Ricardo González. Fu la settima partecipazione di questo paese ai Giochi estivi. Non fu conquistata nessuna medaglia.